# Ostrea amara
Ostrea amara (лат. Ostrea amara) врста је шкољки из породице правих острига (Ostreidae).

## Статус
Неприхваћен

## Прихваћено име
Saccostrea palmula (Carpenter, 1857)

## Оригинални извор
- Bouchet, P.; Huber, M. (2012). Ostrea amara Carpenter, 1864. In: MolluscaBase (2017). Accessed through: World Register of Marine Species at http://www.marinespecies.org/aphia.php/aphia.php?p=taxdetails&id=542009 on 25.11.2017